# Инцидент с Джордже Мартиновичем

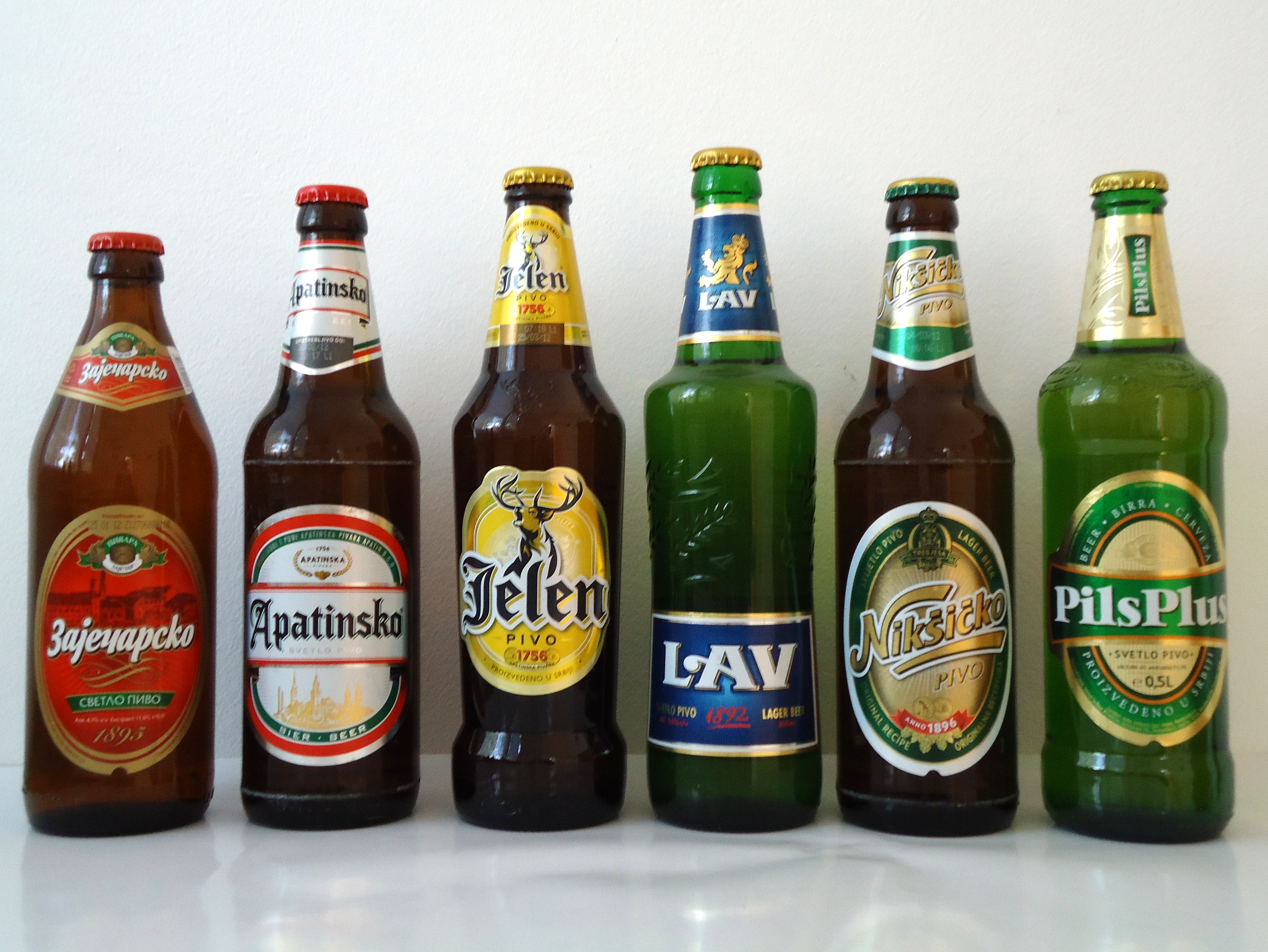
Бутылки разных марок сербского пива

Джордже Мартинович (серб. кир. Ђорђе Мартиновић, серб. лат. Đorđe Martinović; 1929 г. – 6 сентября 2000 г.) — сербский фермер из Косово, оказавшийся в центре скандала в мае 1985 года, который был вызван лечением травм от введения бутылки в задний проход. Дело Мартиновича стало Cause célèbre в сербской политике. Несмотря на то, что факт инцидента оставался спорным даже спустя много лет после происшествия, его последствия сыграли значительную роль в обострении напряженности между сербским и албанским населением Косово.

## Инцидент
1 мая 1985 года Джордже Мартинович, 56-летний житель косовского города Гнилане, поступил в больницу с разбитой бутылкой, застрявшей в прямой кишке. Он утверждал, что во время работы на собственном поле подвергся нападению двух албанских мужчин. Сообщается, что после допроса полковником Югославской народной армии Мартинович признал, что травмы были получены самостоятельно, в результате неудачной попытки мастурбации. Следователи сообщили, что «прокурор составил письменное заключение, из которого следует, что раненый совершил акт „самоудовлетворения“ в поле, [он] надел пивную бутылку на деревянную палку и воткнул её в землю, после чего сел „на бутылку и наслаждался“». Общественные лидеры в Гнилане впоследствии выступили с заявлением, в котором его травмы описывались как «случайные последствия самостоятельной [сексуальной] практики».
Мартиновича перевели в Белград для дальнейшего обследования в военно-медицинской академии, но медицинская бригада сообщила, что его травмы не могли быть нанесены самостоятельно. Группа, в которую входили два врача из Белграда и по одному из Любляны, Загреба и Скопье (то есть четырёх из шести республик Югославии), пришла к выводу, что травмы были вызваны «сильным, жестоким и внезапным введением бутылки объёмом 500 мл, точнее, её широкого конца, в прямую кишку» и что Мартинович физически не мог сделать этого самостоятельно. Команда утверждала, что бутылка могла быть вставлена «только двумя или более людьми».
Другое мнение было запрошено и предоставлено через месяц комиссией под руководством доктора Янеза Мильчинского. Команда Мильчинского пришла к выводу, что Мартинович мог вставить бутылку, предварительно поместив её на палку, воткнутую в землю, но поскользнулся во время мастурбации и сломал бутылку в прямой кишке весом своего тела. Сообщается, что югославская тайная полиция и военная разведка пришли к выводу, что травмы Мартиновича, вероятно, были нанесены им самостоятельно.
Позднее Мартинович отказался от собственного признания, заявив, что оно было выбито во время трёхчасового допроса и что ему пообещали, что в случае признания его дети получат работу. Его сын сообщил прессе, что на отца напали только потому, что он был сербом: «Друзья говорят нам, [что] албанские ирредентисты сделали это в отместку. […] Им все равно, кто мог бы стать жертвой. Лишь бы жертвой стал серб».
В конце концов, как югославские, так и сербские власти не возбудили дело даже после того, как Сербия отменила самоуправление Косово в 1989 году. В итоге никаких серьёзных попыток найти предполагаемых нападавших на Мартиновича так и не было предпринято.

## Реакция
Дело было встречено потоком националистических и антиалбанских заявлений в сербской прессе, став чрезвычайно важным событием. Югославское правительство в течение многих лет делало открытый национализм табуированной темой, а югославские СМИ систематически преуменьшали значение этнонационализма. Распад этого табу при освещении дела Мартиновича ознаменовал собой рост национализма, в итоге приведший к краху страны в 1991 году.
Сербская газета «Политика» утверждала, что лица, предположительно напавшие на Мартиновича, были членами местной албанской семьи, желавшей купить землю у Мартиновича, но получившей отказ. Это заявление имело значительный резонанс в сербской политике; неуклонный исход сербов из Косова рассматривался как результат преднамеренного преследования сербов албанцами, стремящихся изгнать сербов с собственной земли и захватить сербскую собственность.
Многие сравнили этот инцидент с историческими эпизодами преследований сербов и христиан, возвысив Мартиновича до «архетипа сербского страдания и албанского (мусульманского, османского) зла». Писатель Бранислав Црнчевич назвал опыт Мартиновича «Ясеновацем одного человека» (имеется в виду лагерь смерти Ясеновац, где во время Второй мировой войны были уничтожены сотни тысяч сербов). Художник Мича Попович создал огромную картину на мотив «Мученичества святого Филиппа» Хосе де Риберы, на которой изображены албанцы в тюбетейках, поднимающие Мартиновича на деревянный крест. Один из албанцев изображён держащим в руке стеклянную бутылку.
В петиции, подписанной сербскими интеллектуалами, утверждалось, что «дело Джордже Мартиновича стало делом всего сербского народа в Косово». Некоторое время спустя группа сербских женщин прошла маршем в сербский парламент для лоббирования отмены автономии Косово, заявив, что «мы больше не можем стоять в стороне, пока наших братьев насаживают на заостренный кол».
Дело Мартиновича было поддержано союзом писателей Сербии после обнаружения того факта, что на собрании от 16 июня 1985 года преобладало обсуждение дела Мартиновича. Литературный критик Зоран Глушчевич сравнил ситуацию, с которой столкнулось сербское меньшинство в Косово с «самым пугающим фашистским опытом Второй мировой войны». Напоминая о деле Дрейфуса во Франции и о роли, которую в этом деле сыграли писатели, например Эмиль Золя, Глушчевич призвал союз писателей выступить в защиту Мартиновича. Его предложение было принято подавляющим большинством голосов, и союз выдвинул открытое письмо, в котором потребовал от сербского парламента создать комитет по расследованию дела Мартиновича. Сербский писатель Добрица Чосич организовал (как он выразился) «интенсивное сотрудничество» с сербскими группами в Косово и помог Мартиновичу нанять адвоката и предъявить обвинения должностным лицам, вынудившим Мартиновича подписать ложное признание. Он также написал письмо от имени Мартиновича тогдашнему президенту Сербии Ивану Стамболичу и министерству обороны Югославии.
Некоторые сербские националистические идеологи, интеллектуалы и политики считали дело Мартиновича символом склонности мусульман к содомии. Влиятельный психиатр и националистический активист Йован Рашкович утверждал, что «мусульмане [зациклены] на анальной фазе психосоциального развития и поэтому характеризуются общей агрессивностью и одержимостью точностью и чистотой». Многие сербы рассматривали инцидент с бутылкой как яркий пример того, что албанцы унижали сербское население, в то время как управляемое албанцами правительство Косово «смотрело по сторонам».
Со своей стороны, многие косовские албанцы придерживались мнения о том, что фермер случайно нанёс себе травму и попытался скрыть её, возложив вину на албанцев, что позволило сербским националистам использовать скандал как повод для провоцирования антиалбанских настроений. Другая часть албанцев признала, что доказательства виновности у обеих сторон были неточными, но возражала против использования этого дела как символа сербско-албанских отношений.
В Словении и Хорватии преобладало мнение, что настороженность сербского национализма и дело Мартиновича были просто предлогами для внесения изменений в конституцию Югославии, с целью дать Сербии полный контроль над двумя её автономными провинциями.